# Les Magnétiques
Pour plus de détails, voir Fiche technique et Distribution.
Les Magnétiques est un film français réalisé par Vincent Maël Cardona et sorti en 2021.
Premier long métrage de son réalisateur, il est sélectionné à la 53e édition de la Quinzaine des réalisateurs du Festival de Cannes en 2021, où il remporte le prix SACD de la Quinzaine.
Il reçoit la même année le prix d'Ornano-Valenti au Festival de Deauville 2021, qui récompense les premiers films français, puis le César du meilleur premier film l'année suivante.

## Synopsis
À l'aube des années 1980, un jeune garagiste passionné de radio et de son, Philippe Bichon, vit l'âge des possibles : Mitterrand vient de remporter l'élection présidentielle, Marianne débarque dans sa vie et Radio Warsaw, la radio pirate de leur bande de copains va bientôt pouvoir émettre en toute légalité. Philippe est alors convoqué aux « trois jours » en vue de son affectation pour le service militaire.
Revenant sur ce moment charnière, Philippe raconte son échec à se faire réformer P4, le départ pour le 46e RI à Berlin-Ouest, ses nouvelles amitiés à la BFBS, la mythique radio du secteur britannique, les fêtes à Berlin-Est et le drame qui va bouleverser sa vie.

## Fiche technique
Sauf indication contraire, les informations mentionnées dans cette section peuvent être confirmées par les bases de données cinématographiques IMDb et Allociné,  présentes dans la section « Liens externes ».
- Titre original : Les Magnétiques
- Titre international : Magnetic Beats
- Réalisation : Vincent Maël Cardona
- Scénario : Vincent Maël Cardona, Romain Compingt, Chloé Larouchi, Maël Le Garrec, Catherine Paillé, Rose Philippon
- Musique : David Sztanke
- Photographie : Brice Pancot
- Son : Mathieu Descamps, Pierre Bariaud, Samuel Aïchoun
- Décors : Marion Burger
- Costumes : Gwendoline Grandjean
- Montage : Flora Volpelière
- Production : Toufik Ayadi, Christophe Barral, Marc-Benoît Créancier ; co-production : Tanja Georgieva-Waldhauer, Jan Krüger
- Sociétés de production : Easy Tiger, SRAB Films ; co-production : Elemag Pictures, Port au Prince Produktion ; SOFICA : Cinéaxe 2019, Cinémage 14, Indéfilms 8
- Société de distribution : Paname Distribution
- Pays de production :  France
- Langues originales : français, anglais et allemand
- Format : couleur
- Genre : drame
- Durée : 98 minutes
- Dates de sortie :
  - France : 9 juillet 2021 (Festival de Cannes) ; 17 novembre 2021 (sortie nationale)

## Distribution
Sauf indication contraire, les informations mentionnées dans cette section peuvent être confirmées par les bases de données cinématographiques IMDb et Allociné,  présentes dans la section « Liens externes ».
- Thimotée Robart : Philippe
- Marie Colomb : Marianne
- Joseph Olivennes : Jérôme
- Fabrice Adde : Francis
- Louise Anselme : Nathalie
- Younès Boucif : Kader
- Maxence Tual : Jean-Jacques
- Judith Zins : Patricia
- Philippe Frécon : le père
- Antoine Pelletier : Edouard
- Saadia Bentaïeb : Annie
- Brian Powell : Dany
- Valia Boulay : Yvette
- Benjamin Georjon : Sergent CSO
- Mathilde Bisson : la femme de ménage
- Olga Créancier-Werckmeister : Rita

## Production
Vincent Maël Cardona commence l'écriture du film dix années (2010) avant sa sortie en salle, en collaboration avec trois, puis cinq scénaristes.
Fin 2019, le tournage a en partie eu lieu dans le Pithiverais, notamment à Beaune-la-Rolande et Auxy. Les scènes de reconstitution de Berlin sont tournées en Allemagne, à Dresde et Leipzig.
Pour se familiariser avec le début des années 1980, Vincent Maël Cardona a conseillé à Thimotée Robart de visionner Faits divers de Raymond Depardon et Passe ton bac d'abord de Maurice Pialat.
Pour les scènes dénudées, dont plusieurs ont été coupées, Marie Colomb explique avoir laissé pousser ses poils : « dans les années 80, c'était très commun et pour moi c'était assez politique d'assumer ça. »

## Accueil

### Festival et sortie
Le film, sélectionné et projeté en première mondiale à la Quinzaine des Réalisateurs du Festival de Cannes en juillet 2021 et sort le 17 novembre 2021 dans toute la France.

### Accueil critique
Le film est plutôt bien accueilli par la presse :
- Le Parisien : « Cette pépite récompensée au Festival de Cannes, et rythmée par le rock de l’époque, oscille entre fougue et nostalgie »[8]
- 20 minutes : « Les Magnétiques de Vincent Maël Cardona emporte le spectateur au fil des ondes »[9]
- Les Echos : « Un premier film insolite et émouvant »[10]
- Allociné : « Vincent Maël Cardona livre un remarquable premier film puissant et rock’n’roll »[11]
- Le Monde : si le réalisateur « parvient à contourner habilement les écueils de la reconstitution historique et à la maintenir vivante, il finit par se faire happer par l’académisme du scénario »[12]
- La Croix : « Vincent Maël Cordona a réuni autour de lui un collectif de scénaristes tous nés dans les années 1980 qui parviennent, à partir de leur vision fantasmée de l’époque, à restituer l’atmosphère du début de cette décennie où jaillissent les expressions artistiques. »[13]

### Box-office
Le film réalise un total de 50 555 entrées entre le 17 novembre 2021 et le 2 février 2022.

## Distinctions

### Récompenses
- Festival de Cannes 2021 : Prix SACD de la Quinzaine des réalisateurs[15]
- Festival du cinéma américain de Deauville 2021 : Prix d'Ornano-Valenti[16]
- Festival Effervescence de Mâcon 2021 : Prix du jury lycéen[17]
- Festival du film des Villes Sœurs 2021 : Grand Prix du jury, Prix du jury des jeunes, meilleur acteur masculin pour Timothée Robart[7]
- Lucca Film Festival 2021 (Italie) : Mention Spéciale du Jury[18]
- Festival Jean Carmet de Moulins 2021 : Prix du jury et Prix du public du meilleur second rôle féminin pour Marie Colomb, Prix du jury du meilleur second rôle pour Antoine Pelletier, Prix du public du meilleur second rôle pour Joseph Olivennes[19]
- Lumières 2022 : meilleur espoir masculin pour Thimotée Robart[20]
- César 2022 : meilleur premier film
- Festival du film de Cabourg 2022 : Swann d'or de la révélation masculine pour Thimotée Robart[21]

### Nominations
- Lumières 2022 : meilleur premier film[22]
- César 2022 : 
  - Meilleur espoir masculin pour Thimotée Robart
  - Meilleur son

### Sélections
- Festival Colcoa, Los Angeles[23]
- Festival International du Film de Busan, Corée du Sud[24]
- Festival International du Film de Moscou[25]
- Festival International du Film Francophone de Namur[26]
- Golden Horse Film Festival and Awards, Taïwan[17]
- French Film Mondays, Danemark[17]
- Festival du film de Sarajevo 2021[27]
- Lisula Cinemusica, Festival cinéma et musique de L'Île Rousse, Corse[28]
- Leeds International Film Festival[réf. nécessaire]
- Festival international du film du Caire[2]